# جامعة حسيبة بن بوعلي -الشلف
جامعة حسيبة بن بوعلي الشلف هي جامعة جزائرية مقرها بمدينة الشلف.

## الكليات والمعاهد
تضم جامعة حسيبة بن بوعلي الشلف تسع كليات ومعهد يضمنون التكوين تقريبا في جميع ميادين المعرفة.

### كلية العلوم الدقيقة والإعلام الآلي
تضم الأقسام التالية:
- قسم الجذع المشترك في العلوم الدقيقة والإعلام الآلي
- قسم الرياضيات
- قسم الإعلام الآلي
- قسم الفيزياء
- قسم الكيمياء

### كلية التكنولوجيا
تضم أربعة أقسام كالتالي:
- قسم هندسة الطرائق
- قسم الهندسة الميكانيكية
- قسم الإكتروتقني
- قسم الإلكترونيك
- قسم الجذع المشترك علوم وتكنولوجيا

### كلية الهندسة المدنية والمعمارية
تضم الأقسام التالية:
- قسم تسيير التقنيات الحضرية
- قسم علوم المياه
- قسم الهندسة المدنية

### كلية علوم الطبيعة والحياة
تضم الأقسام التالية:
- قسم الجذع المشترك في علوم الطبيعة والحياة
- قسم الماء، البيئة والتنمية المستدامة
- فسم العلوم الفلاحية والبيوتكنولوجية
- فسم البيولوجيا

### كلية العلوم الاقتصادية، التجارية وعلوم التسيير
تضم الأقسام التالية:
- قسم العلوم المالية والمحاسبة
- قسم العلوم التجارية
- قسم ال

علوم الاقتصادية
- قسم علوم التسيير

### كلية العلوم الإنسانية والعلوم الإجتماعية
تضم الأقسام التالية:
- قسم العلوم الإنسانية
- قسم العلوم الاجتماعية

### كلية الحقوق والعلوم السياسية
تضم الأقسام التالية:
- قسم العلوم السياسية
- قسم القانون العام
- قسم القانون الخاص

### كلية الآداب والفنون
تضم الأقسام التالية:
- قسم الأدب العربي
- فسم اللغة العربية

### كلية اللغات الأجنبية
تضم الأقسام التالية:
- قسم اللغة الفرنسية
- قسم اللغة الإنجليزية لالتلتازاوو

### معهد التربية البدنية
يضم الأقسام التالية:
- قسم الجذع المشترك
- قسم التربية البدنية والرياضية
- قسم إدارة الرياضة
- قسم التدريب الرياضي